# Västerbottenpaj

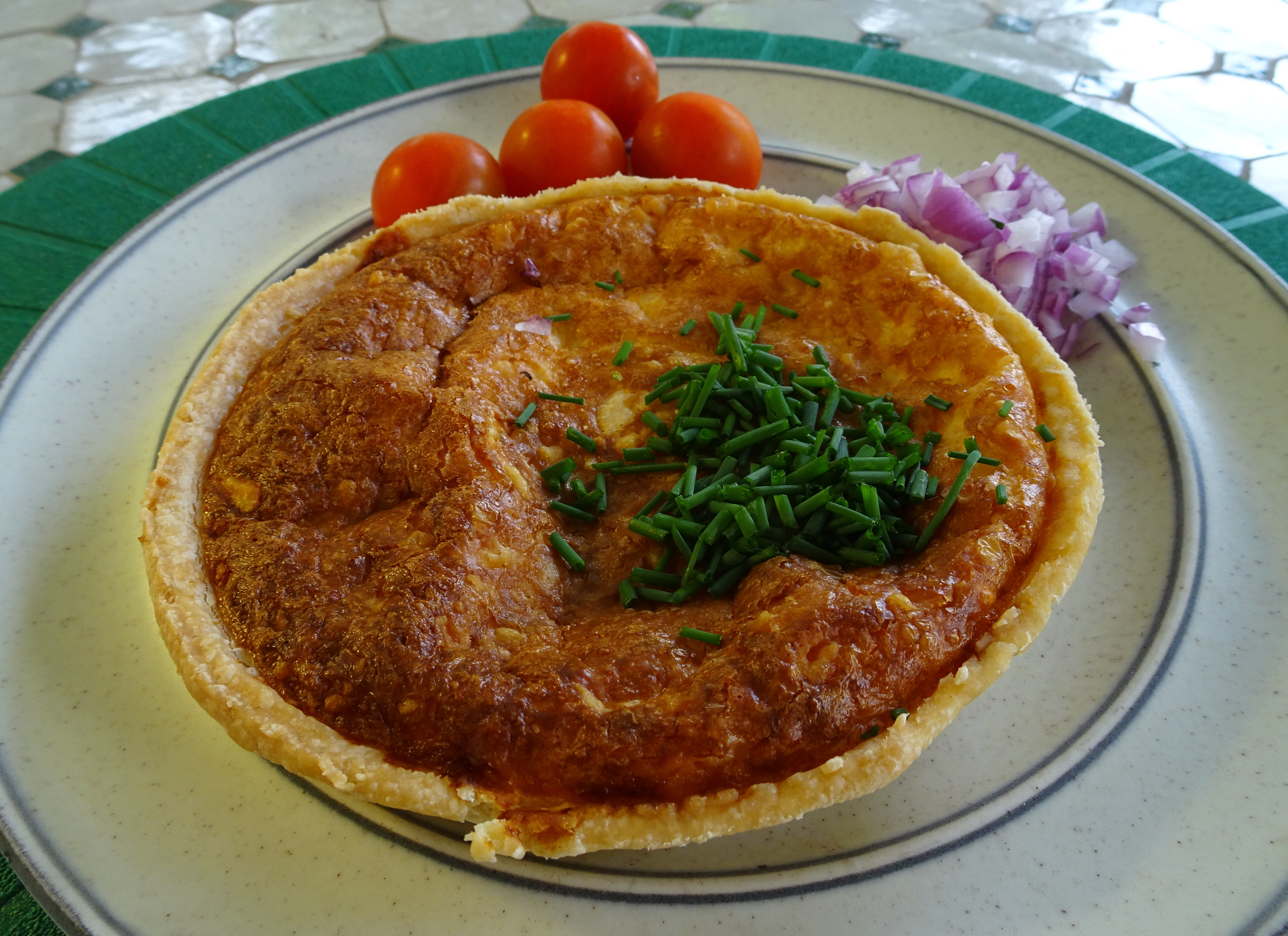
Västerbottenspaj med gräslök, rödlök och körsbärstomater.

Västerbottenpaj, egentligen Västerbottensostpaj, är en svensk maträtt bestående av en paj med Västerbottensost som huvudingrediens. Andra vanliga namn är Västerbottenspaj, Västerbottenostpaj eller kort VB-paj.
Pajen har fått sitt namn efter Västerbottensost, en ost som skapades 1872 av Ulrika Eleonora Lindström i Gammelbyns mejeri i Burträsk i Västerbottens län. Västerbottenpaj kan serveras på traditionella fester som midsommar, jul eller påsk och som tillbehör på kräftskivan.

## Historia
Västerbottenpajen har med största sannolikhet skapats någon gång sent 1980- eller tidigt 1990-tal som en utveckling av den fransk-tyska quiche Lorraine, som var ytterst populär i Sverige på 1980-talet och ofta kallades "fransk ostpaj". Västerbottenostpaj omnämns från 1994 i dagspressen (SvD). Den kom snabbt att bli en del av den svenska kräftskivan och bufféer. 

## Tillagning
Pajdegen och pajskalet tillagas som en vanlig paj. Pajskalet förgräddas i 10–15 minuter i ugn och fylls sedan med en blandning av grovriven Västerbottensost, vispgrädde, mjölk, ägg samt kryddas med salt och svartpeppar. Mängden beror på pajens storlek. Pajen gräddas i ugnen i cirka 30 minuter i 225 grader. Västerbottenpajen kan serveras varm, ljummen eller kall och med till exempel crème fraiche, rödlök och löjrom eller sikrom.